# Syndicat des entreprises bio agroalimentaires
 (août 2022).
Le Syndicat des entreprises bio agroalimentaires (Synabio), créé en 1976, est le syndicat des entreprises bio agroalimentaires.  

## Histoire
Le Synabio est créé en 1976 pour accompagner le développement des entreprises agroalimentaires biologiques.

## Activités
Le Synabio est inscrit comme représentant d'intérêt auprès de la Haute Autorité pour la transparence de la vie publique depuis 2020, et déclare en 2022 des dépenses annuelles de lobbying comprises entre 25 000 et 50 000 euros.
Affichage environnemental : depuis 2020, le syndicat s'est engagé sur le développement pour les consommateurs d'un affichage environnemental, comme prévu par la « loi Énergie Climat ». Il soutient, avec d'autres ONG (France Nature Environnement, CIWF, UFC-Que choisir, Agir pour l'environnement…) le Planet-score.
Il demande également la révision du label Haute Valeur Environnementale, qu'il estime ne pas être suffisamment cohérent et exigeant.